# Andrews, Texas
Andrews là một thành phố thuộc quận Andrews, tiểu bang Texas, Hoa Kỳ. Năm 2010, dân số của xã này là 11088 người.

## Dân số
- Dân số năm 2000: 9652 người.
- Dân số năm 2010: 11088 người.